# Verbandsgemeinde Höhr-Grenzhausen
Die Verbandsgemeinde Höhr-Grenzhausen ist eine Gebietskörperschaft im Westerwaldkreis in Rheinland-Pfalz. Der Verbandsgemeinde gehören die Stadt Höhr-Grenzhausen sowie drei weitere Ortsgemeinden an, der Verwaltungssitz ist in der namensgebenden Stadt Höhr-Grenzhausen. Die Verbandsgemeinde liegt im Kannenbäckerland.

## Verbandsangehörige Gemeinden
| Ortsgemeinde, Stadt               | Fläche (km²) | Einwohner |
| --------------------------------- | ------------ | --------- |
| Hilgert                           | 4,57         | 1.537     |
| Hillscheid                        | 14,08        | 2.448     |
| Höhr-Grenzhausen, Stadt           | 15,89        | 9.439     |
| Kammerforst                       | 1,34         | 258       |
| Verbandsgemeinde Höhr-Grenzhausen | 35,89        | 13.682    |

(Einwohner am 31. Dezember 2023)

## Bevölkerungsentwicklung
Die Entwicklung der Einwohnerzahl bezogen auf das heutige Gebiet der Verbandsgemeinde Höhr-Grenzhausen; die Werte von 1871 bis 1987 beruhen auf Volkszählungen:
| Jahr | Einwohner |
| 1815 | 3.106     |
| 1835 | 4.199     |
| 1871 | 4.988     |
| 1905 | 7.753     |
| 1939 | 8.286     |
| 1950 | 9.692     |

| Jahr | Einwohner |
| 1961 | 11.362    |
| 1970 | 11.939    |
| 1987 | 12.144    |
| 1997 | 14.403    |
| 2005 | 14.165    |
| 2023 | 13.682    |

## Politik

### Verbandsgemeinderat
Der Verbandsgemeinderat Höhr-Grenzhausen besteht aus 28 ehrenamtlichen Ratsmitgliedern, die bei der Kommunalwahl am 9. Juni 2024 in einer personalisierten Verhältniswahl gewählt wurden, und dem hauptamtlichen Bürgermeister als Vorsitzendem.
Die Sitzverteilung im Verbandsgemeinderat:
| Wahl | SPD | CDU | Grüne | FDP | FWG | WGP | Gesamt   |
| ---- | --- | --- | ----- | --- | --- | --- | -------- |
| 2024 | 6   | 8   | 3     | 1   | 9   | 1   | 28 Sitze |
| 2019 | 6   | 8   | 4     | 1   | 9   | –   | 28 Sitze |
| 2014 | 8   | 10  | 3     | 0   | 7   | –   | 28 Sitze |
| 2009 | 9   | 10  | 2     | 1   | 6   | –   | 28 Sitze |
| 2004 | 8   | 13  | –     | 1   | 6   | –   | 28 Sitze |

- FWG = Freie Wählergruppe Kannenbäckerland e. V.
- WGP= Wählergruppe Pucher-Palmer

### Bürgermeister
Thilo Becker wurde am 1. August 2009 Bürgermeister der Verbandsgemeinde Höhr-Grenzhausen. Bei der Direktwahl am 7. Mai 2017 wurde er mit einem Stimmenanteil von 88,86 % für weitere acht Jahre in seinem Amt bestätigt. Beckers Vorgänger waren Jürgen Johannsen (Bürgermeister 1991–2009) und Wendelin Knesen (1971–1991).